# 郭子淵
郭子淵（1928年10月9日—1971年2月11日），中國共產黨黨員，江蘇省東台縣栟茶人，空軍防砲第九團團部連空軍高射砲兵上尉連長，因史與為案被判處死刑，1971年2月11日槍決。

## 生平
郭子淵，1928年生，江蘇省東台縣栟茶人，1940年新四軍一師進駐栟茶，在東台縣建立抗日民主政府，司令部設在史與為家，年幼的郭子淵參加栟茶小學兒童團。
1941年6月郭子淵的兄長郭子猷栟茶中學畢業，回馬莊鄉組織青年抗敵同志會，同年8月擔任馬莊鄉民兵大隊長兼鄉黨支部書記，組織民兵協助征糧。
1943年郭子淵由兄長郭子猷介紹加入中國共產黨，隸屬栟茶支部，由於年幼不易受注意，郭子淵協助中共蒐集南京國民政府的資料的工作。1945年郭子淵參加栟茶文工隊，1946年7月任解放區的馬莊鄉學產保管委員會委員。
1945年中共中央政治部派遣郭子猷設法打入國民政府組織，1946年郭子猷順利進入中統，在上海直接稅局工作，1946年，郭子淵赴上海投奔兄長，1949年9月，郭子猷受中共華東局派遣赴台發展組織、迎接解放。郭子猷與弟弟郭子淵、史與為，及史與為妻子繆瑞凝冒用李秉琳身份，從舟山定海搭乘軍艦來台灣。郭子猷在豐原中學任教，郭子猷透過其在中統的身分推薦史與為進入調查局工作，希望能利用機會掩護營救地下黨同志。
1958年調查局以郭子猷涉有匪嫌而將郭子猷逮捕，史與為設法庇護，使調查局將郭子猷的匪嫌案註銷。1964年史與為調為司法行政部調查局薦任七級專員，4月間調查局在偵辦“繆礦珍匪嫌案”時，林希鵬偶然發現史與為「在其家鄉陷匪期間有為匪工作情事」而展開調查，郭子猷與郭子淵、蔡文仲、蔡竹安、徐紫亭、張芫芬，隨著史與為入獄六人先後被捕。1971年2月11日，郭子猷與郭子淵、史與為一同槍決於台北。

## 紀念
趙鵬山是史與為的姊夫，介紹史與為加入中國共產黨，輾轉的得知史與為遇害的事，將史與為與郭子淵等眾人在大陸入黨與潛伏台灣的情形告知女兒趙衛平，向國家申請追認烈士，如東縣志將七位烈士事蹟記入史冊之中。
2013年10月 北京西山國家森林公園的無名英雄廣場上立有無名英雄紀念碑，為紀念來台灣在1950年代被處決「隱避戰線烈士」而設立，郭子淵銘刻於紀念碑上。

## 平反
2019年5月30日，促進轉型正義委員會第四批平反，依據促轉會第23次、第24次、第26次委員會議決議，撤銷受難者徐維琛君等2006人之刑事有罪判決暨其刑，其中(57)更字第 15 號及(59)勁需字第 5325 號，有關郭子淵意圖以非法之方法顛覆政府而著手實行之有罪判決暨其刑及沒收之宣告正式撤銷